# 갈레리우스 개선문

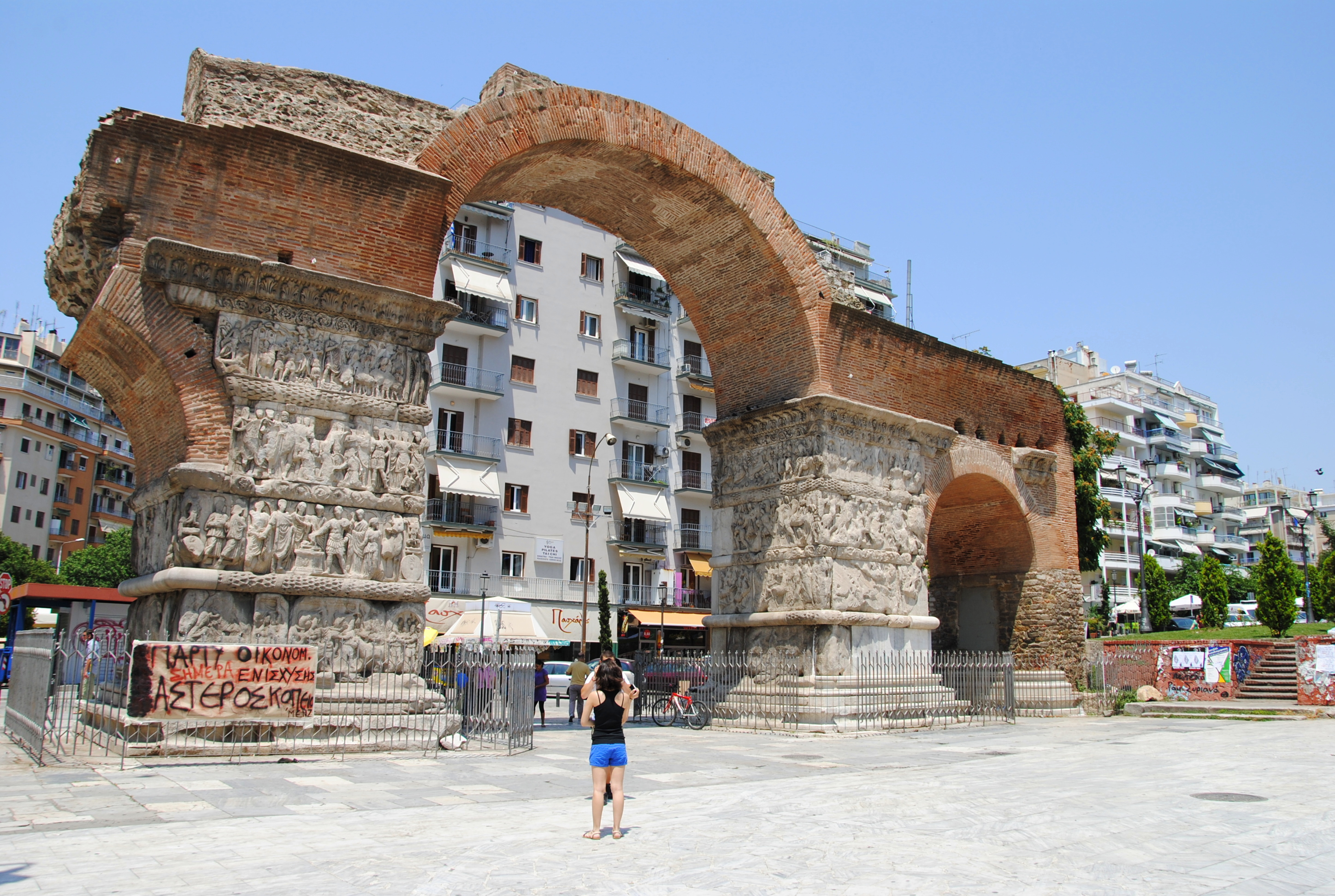
갈레리우스 개선문

갈레리우스 개선문(그리스어: αψίδα του Γαλερίου)은 그리스 테살로니키에 있는 개선문이다. 갈레리우스가 사탈라 전투에서 승리한 이후 사산 제국의 수도 크테시폰을 함락한 것을 기념하기 위해 건설되었으며, 298년과 299년에 걸쳐 공사가 진행되어 303년에 헌정되었다.

## 개요
4세기 로마 황제 갈레리우스가 테살로니키 궁전과 무덤 (로톤다)과 함께 정비 한 시설 중 하나로, 이 3개의 시설은 개선문을 중심으로 북동에서 남서로 뻗어 거리로 일직선으로 연결되어 있다. 또한 그 시설 중심부에 있는 갈레리우스 개선문은 황제의 권력을 상징하는 것이기도 했다. 개선문은 벽돌로 표면에 대리석을 붙인 구조로 되어 있으며, 사산 제국을 상대로 승리를 기념하는 부조로 장식되어 있었다. 현재 개선문의 일부만 잔존하고 있다.